# Суельйо
Суельйо (італ. Sueglio) — муніципалітет в Італії, у регіоні Ломбардія, провінція Лекко.
Суельйо розташоване на відстані близько 530 км на північний захід від Рима, 70 км на північ від Мілана, 27 км на північ від Лекко.
Населення — 144 особи (2014).
Щорічний фестиваль відбувається 11 лютого. 

## Демографія
Населення за роками:

Станом на 1 січня 2023 року в муніципалітеті офіційно проживало 7 іноземців з 6 країн, серед них 1 громадянин країн Євросоюзу та 1 громадянин України.

## Сусідні муніципалітети
- Дервіо
- Доріо
- Інтроццо
- Вестрено